# The Ride (álbum de Catfish and the Bottlemen)
The Ride es el segundo álbum de estudio de la  de banda de rock indie,Alternative Rock  británica Catfish and the Bottlemen. Fue lanzado el 27 de mayo de 2016 a través de Capitol Records.

## Lista de canciones
Letras escritas por Van McCann y música por Catfish and the Bottlemen.

| N.º | Título       | Duración |  |
| 1.  | «7»          | 4:16     |  |
| 2.  | «Twice»      | 3:16     |  |
| 3.  | «Soundcheck» | 4:21     |  |
| 4.  | «Postpone»   | 4:05     |  |
| 5.  | «Anything»   | 4:09     |  |
| 6.  | «Glasgow»    | 2:37     |  |
| 7.  | «Oxygen»     | 2:49     |  |
| 8.  | «Emily»      | 2:18     |  |
| 9.  | «Red»        | 3:48     |  |
| 10. | «Heathrow»   | 2:51     |  |
| 11. | «Outside»    | 5:11     |  |

## Miembros del grupo
- Van McCann – voz, guitarra
- Johnny Bond – guitarra
- Benji Blakeway – Bajo
- Bob Hall – batería

## Rankings y certificaciones

### Rankings semanales
| Ranking (2016)                     | Posición más alta |
| ---------------------------------- | ----------------- |
| Australia (ARIA)                   | 6                 |
| Bélgica (Ultratop flamenca)        | 145               |
| Bélgica (Ultratop valona)          | 119               |
| Canadá (Billboard Canadian Albums) | 50                |
| Irlanda (IRMA)                     | 7                 |
| Nueva Zelanda (Recorded Music NZ)  | 33                |
| Suiza (Schweizer Hitparade)        | 99                |
| Reino Unido (UK Albums Chart)      | 1                 |
| Estados Unidos (Billboard 200)     | 28                |

### Rankings anuales
| Chart (2016)    | Posición |
| --------------- | -------- |
| UK Albums (OCC) | 41       |
| Chart (2017)    | Posición |
| UK Albums (OCC) | 89       |